# Bugarski jezik
Bugarski jezik (endonim: български език, bŭlgarski ezik) narodni je i književni jezik Bugara kojim govori preko 9 milijuna ljudi. Pripada južnoslavenskoj jezičnoj skupini; najbliži je makedonskome jeziku (u Bugarskoj se smatra da je makedonski varijanta bugarskog jezika). Njim govori najveći dio stanovnika Bugarske i manje skupine u Grčkoj, Rumunjskoj, Turskoj, Ukrajini, Srbiji i SAD-u.

## Povijest
Bugarski jezik, a osobito pismenost na tom jeziku, razvojno nastavlja stari jezik istočnobalkanskih Slavena (stanovnika nekadašnjih "Slavinija"), kojem su književni oblik dali slavenski vjerovjesnici Ćiril i Metod na temelju jednoga južnoslavenskoga govora iz okolice Soluna u IX. stoljeću, tj. u vrijeme kada su jezične razlike na slavenskome jugoistoku i istoku bile još neznatne. Početno pismo Bugara bijaše glagoljica, no kasnije je prevladala ćirilica, izum koje se pripisuje episkopu Konstantinu (IX. stoljeće), čije je najpoznatije djelo »Učitelno evangelie« (Poučno evanđelje). 
Prvi su jezični spomenici bugarskoga jezika »Preslavski grafit« (893.) i »Assemanijevo evanđelje« (9. – 10. stoljeće), oba na glagoljici. U početku svog samostalnog razvoja bugarski jezik (jezik istočnobalkanskih Slavena) bijaše izložen snažnom utjecaju susjednih neslavenskih jezika, posebice grčkoga. Neko vrijeme, počev od konca VII. stoljeća, stanovite promjene u njemu izaziva bilingvizam nastao prodorom turkofonih Protobugara (osnivača bugarske države) na Balkan; na kasniji jezični razvoj utječe crkvenoslavenski jezik različitih slavenskih književnosti istočnopravoslavnoga uljudbenoga kruga. Zlatno doba starobugarske književnosti pada na prijelaz iz 9. u 10. stoljeća: djela Joana Egzarha (»Šestodnev«) te »Skazanie o pismeneh« polihistora Černorizca Hrabrog, međaši su toga razdoblja. U X. stoljeću dominiraju tekstovi prezbitera Kozme, polemičke besjede uperene protiv bogumilskoga pokreta koji je u to doba nabujao u Bugarskoj. 
Između XII. i XV. stoljeća u starobugarskome jeziku zbivaju se znatne glasovne i gramatičke promjene, ali one se malo odražavaju u jezičnim spomenicima iz toga razdoblja, jer se bugarska pismenost, odvija na arhaičnom staroslavenskom jeziku (najznačajniji spomenici srednjovjekovne bugarske književnosti su, među inim, »Kuklenski pesnivec«, 1337.; »Ivan-Aleksandrovi zbornici«, te djela nastala pod utjecajem patrijarha Evtimija- korektora vjerskih knjiga, pisca hagiografija i narodnoga mučenika. Iz njegove su škole nastali: »Razkaz za sv. Ivan Rilski«, Vladislava Gramatika (umjetnička starobugarska pripovijetka), »Pohvalno slovo za Evtimija«, Grigorija Camblaka, te niz rasprava iz područja jezične i pravopisne problematike. Turskim osvojenjem (1393.) opada kulturni život u Bugarskoj, a bugarska nacionalna jezična kultura opstaje u pučkim pripovijetkama i narodnim pjesmama. 
Prvi jezični spomenici u kojima se jače odražavaju novobugarske jezične crte potječu iz XVI. stoljeća; to su uglavnom crkveni zbornici, tzv. damaskini, među kojima je najpoznatiji autor Josip Bradati. Tijekom stvaranja književnosti na novobugarskoj osnovici  (XVIII.-XIX. stoljeće) prijelomna su djela oca Pajsija Hilandarskoga »Istorija slavjanobolgarskaja«, 1762. i tekstovi Sofronija Vraničanskog. Još u prvoj polovici XIX. stoljeća, kada se pojavljuju prve bugarske gramatike (Neofit Rilski, 1835.), u Bugarskoj postoji snažna struja koja želi sačuvati u književnom jeziku crkvenoslavensku tradiciju, ali ona biva djelotvorno suzbijana i prevladana pojavom pisaca koji počinju pisati narodnim jezikom.

## Novobugarski književni jezik
| А а /a/ a | Б б /b/ b | В в /v/ v | Г г /g/ g  | Д д /d/ d | Е е /ɛ/ e   | Ж ж /ʒ/ ž     | З з /z/ z  | И и /i/ i   | Й й /j/ j   |
| К к /k/ k | Л л /l/ l | М м /m/ m | Н н /n/ n  | О о /ɔ/ o | П п /p/ p   | Р р /r/ r     | С с /s/ s  | Т т /t/ t   | У у /u/ u   |
| Ф ф /f/ f | Х х /x/ h | Ц ц /ʦ/ c | Ч ч /tʃ/ č | Ш ш /ʃ/ š | Щ щ /ʃt/ št | Ъ ъ /ɤ̞/,/ə/ ə | Ь ь /◌ʲ/ j | Ю ю /ju/ ju | Я я /ja/ ja |

Novobugarski književni jezik stvoren je na osnovi sjeveroistočnoga dijalekta, kojemu po rođenju pripadaju glavni predstavnici bugarske književnosti XIX. stoljeća (Ljuben Karavelov, Hristo Botev, Ivan Vazov, Petko Slavejkov), ali u XX. stoljeću na oblikovanje suvremenoga književnog jezika u znatnoj su mjeri utjecali i zapadni govori. Potkraj XIX. stoljeća pojavljuje se i bugarska slavistika (L. Miletič, B. Conev). Pravopis, koji se razvijao na temelju crkvenoslavenske tradicije i ruskih uzora, bio je više puta reformiran; posljednja reforma od 1945. uklonila je iz pisma nepotrebne jerove, a nekadašnji jat »ě« (ѣ) razlučila prema izgovoru na »ja« i »e«. U glasovnom pogledu za bugarski jezik karakterističan je prijelaz praslavenskih konzonantskih grupa /tj/ i /dj/ u /št/ i /žd/ (npr. »svešt«, »mežda« prema hrvatskomu »svijeća«, »međa«, ruskomu »sveča«, »meža«). 
Praslavenski nazali i oba jera svedeni su na neodređen (»bezbojan«) vokal i na »e«. U književnom jeziku, po uzoru na sjeveroistočne govore, jat (ě) se odražava kao »ja« i kao »e«, u zapadnim dijalektima uvijek kao »e«, a u jugoistočnim uvijek kao »ja«. Naglasak može stajati na različitim slogovima i pomičan je. Uz makedonski, bugarski jezik jedini je slavenski jezik koji ima član; on se razvio iz pokazne zamjenice, te je (poput člana u rumunjskom i albanskom jeziku) postpozitivan, tj. nalazi se na kraju imenske riječi (imenice, pridjeva, broja, zamjenice) stopljen s njom. Uloga člana u bugarskom jeziku analogna je funkciji koju on ima u drugim europskim jezicima. 
Deklinacija je u bugarskom jeziku reducirana; padežni odnosi izražavaju se najčešće prijedložnim konstrukcijama, ponajviše prijedlogom »na«, uz koji ime redovito dobiva značenje genitiva ili dativa. Komparacija pridjeva vrši se prefiksima: »po« za komparativ, »naj« za superlativ. Glagolski je sustav bogat: postoji više oblika za prošlo vrijeme, dva jednostavna: aorist i imperfekt, te nekoliko složenih. Među glagolskim oblicima koji izražavaju različite načine i vidove glagolske radnje specifična je razlika među oblicima koji neku tvrdnju izražavaju kao nezavisnu (kategoričnu, vlastitu) ili kao zavisnu (presumptivnu). U bugarskome jeziku u većoj je mjeri nego u ijednom drugom slavenskome jeziku sačuvan rječnički fond staroslavenskoga jezika.

## Poveznice
- Bugarska glagoljica
- izravni sustav preslovljavanja bugarske ćirilice
- banatskobugarski jezik

## Vanjske poveznice
- Ethnologue (14th)
- Ethnologue (15th)
- Ethnologue (16th)
- bg.wikipedia.org - Wikipedija na bugarskom jeziku